# Lache (Gersprenz)
Die Lache ist gut 15 km langer und linker Zufluss der Gersprenz in den Landkreisen Offenbach und Darmstadt-Dieburg in Hessen.

## Geographie

### Verlauf
Die Lache entspringt auf der Gemarkung von Eppertshausen westlich des Ortes am Rande des Naturschutzgebietes Neuwiese von Messel.
Nach einigen hundert Metern passiert sie die Grenze nach Rödermark im Landkreis Offenbach und unterquert dort die Bundesstraßen 486 und 45. Nördlich von Eppertshausen erreicht die Lache wieder den Landkreis Darmstadt-Dieburg und verläuft hauptsächlich im Wald ostwärts. Nördlich von Hergershausen wird ihr ein Teil der weiter südlich fließenden Gersprenz zugeleitet. Hat die Gersprenz Hochwasser, kann ein Teil davon über diese Abzweigung der Lache zugeführt werden.
Danach verläuft die Lache weiter durch Babenhausen. Nördlich von Harreshausen mündet sie in die Gersprenz.

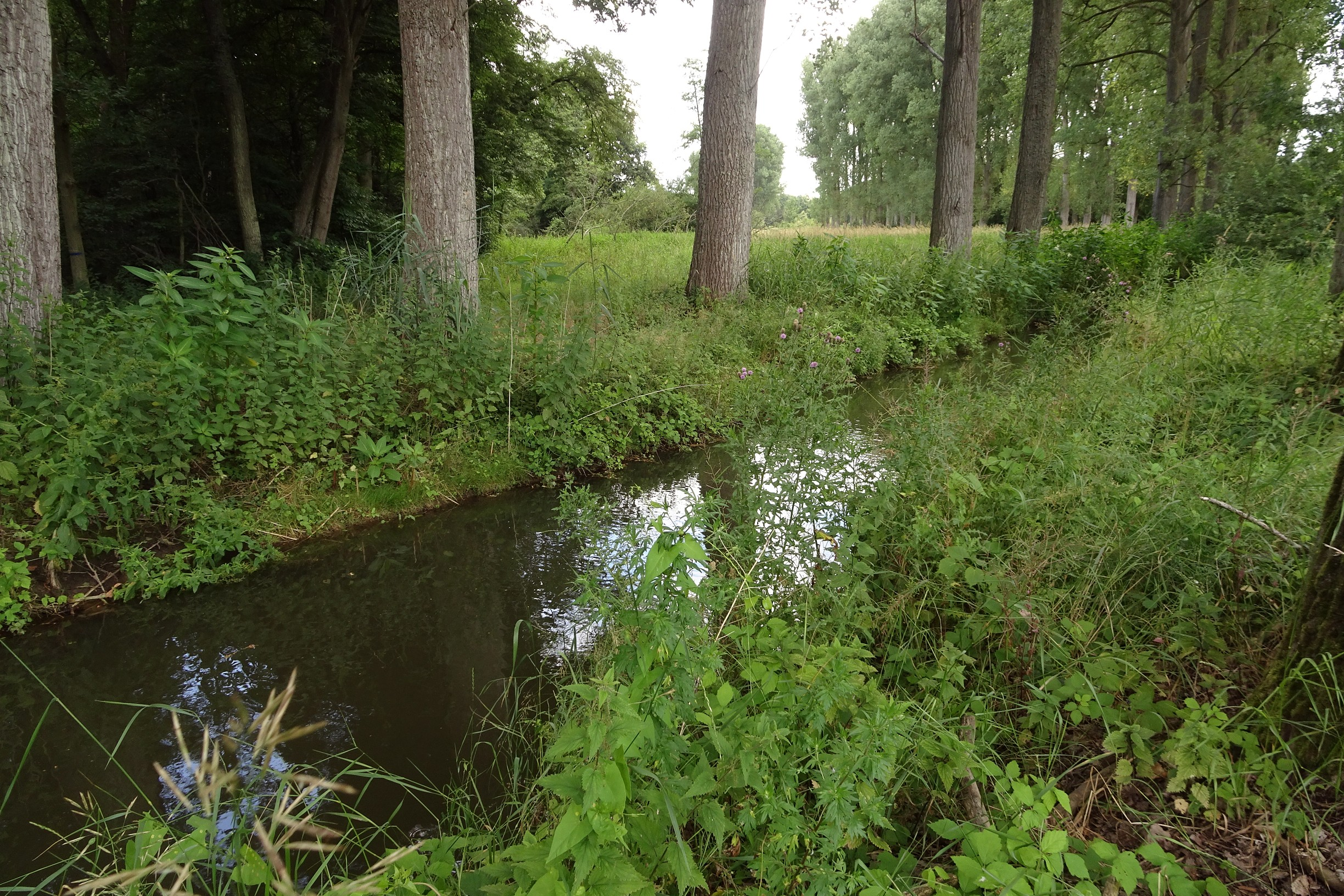
Lache im westlichen Bereich des Naturschutzgebietes „Brackenbruch bei Hergershausen“
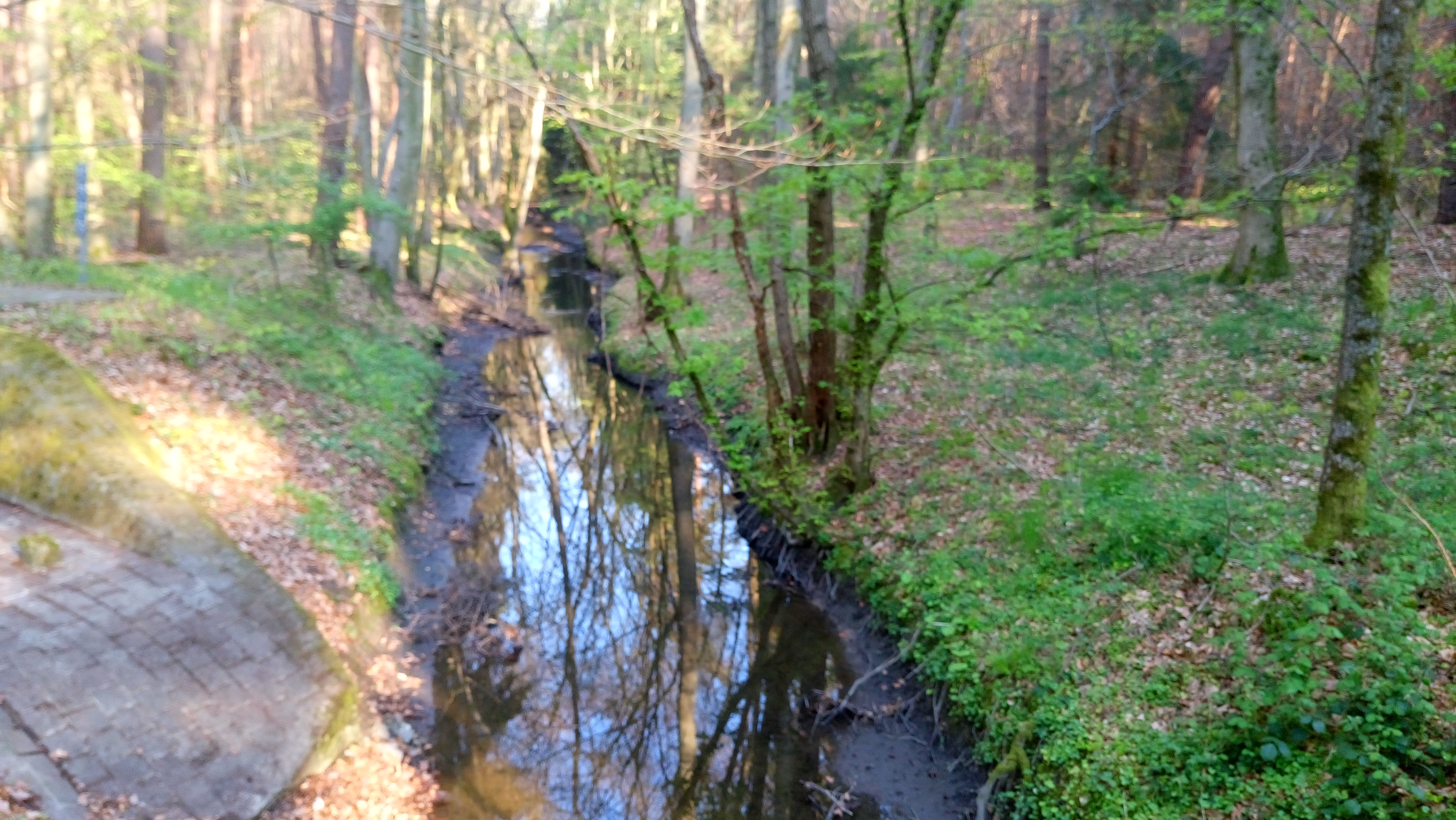
Lache vor dem Zufluss des Gersprenzarms
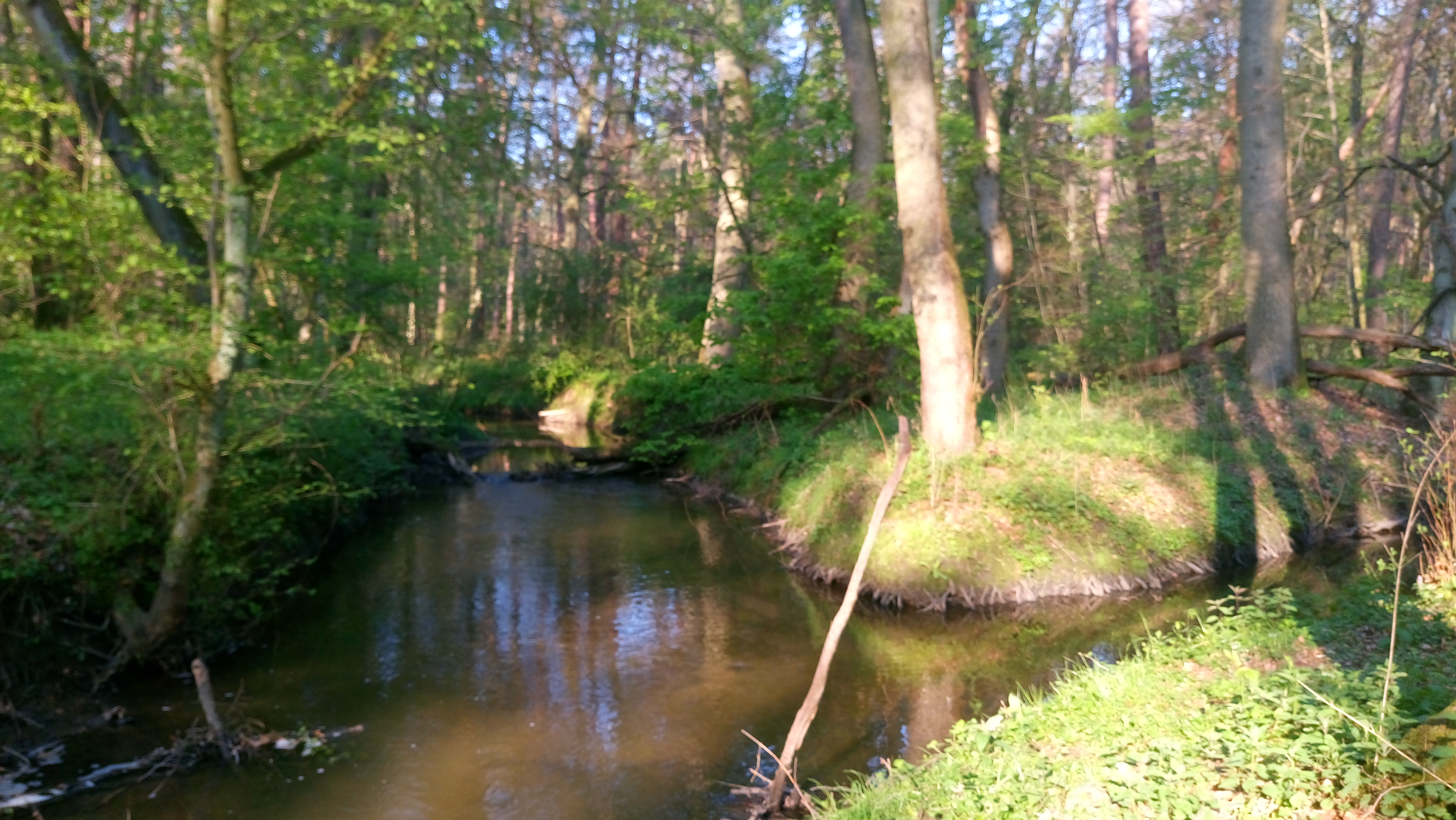
Zusammenfluss von Lache und Gersprenzarm
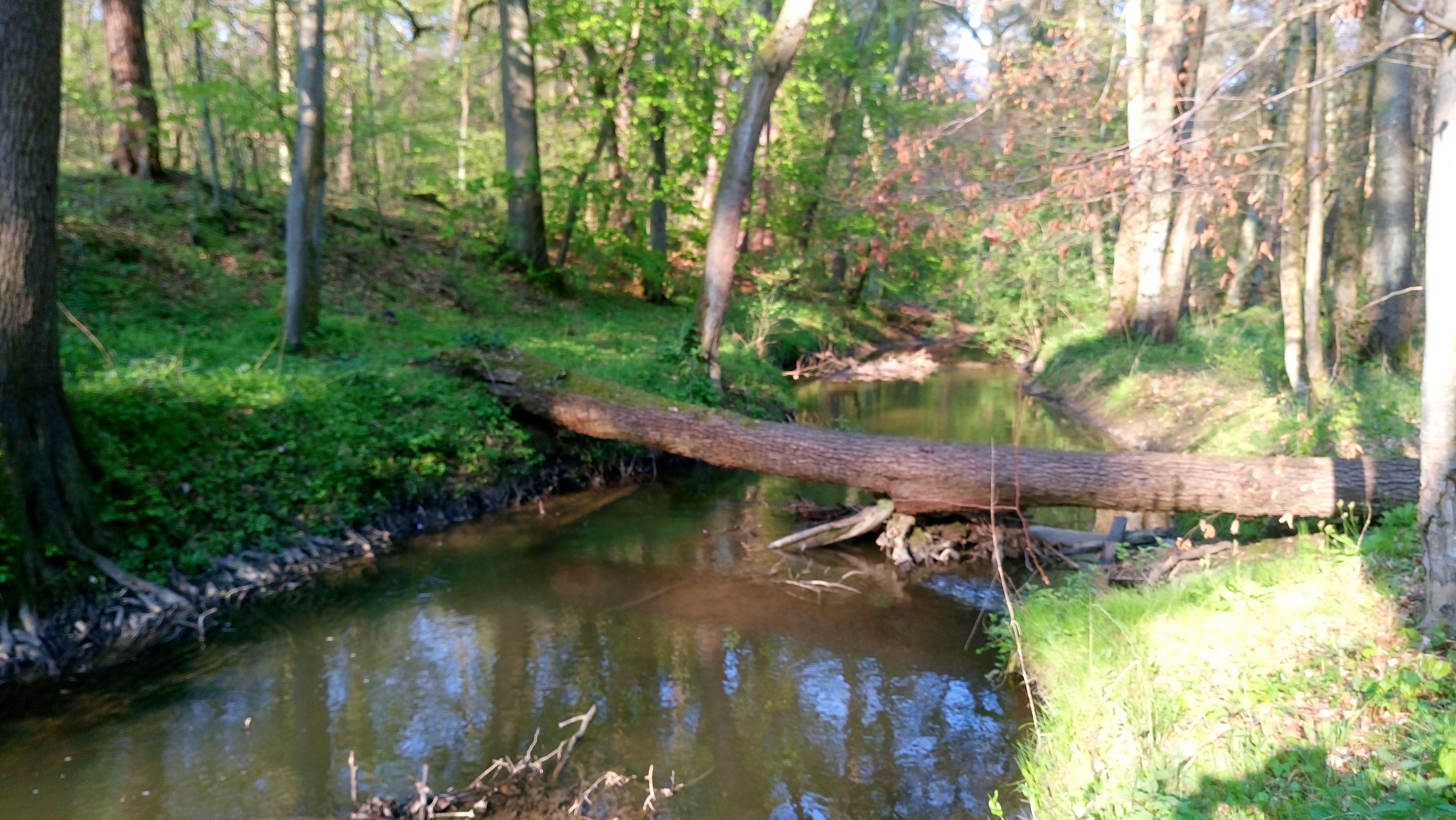
Lache nach dem Zufluss des Gersprenzarms

### Zuflüsse
- Neuer Graben (rechts)
- Hegwaldbach (rechts)

### Flusssystem Gersprenz
- Fließgewässer im Flusssystem Gersprenz

## Unterhalt
Für den Unterhalt der Lache ist inzwischen der Wasserverband Gersprenzgebiet mit Sitz in Erbach zuständig.